# Platycercus elegans
El perico elegante o rosella roja (Platycercus elegans) una especie de ave psitaciforme de la familia Psittaculidae endémica del este y sureste de Australia, incluyendo Tasmania. También ha sido introducido en Nueva Zelanda y la isla Norfolk. Normalmente se encuentra en las montañas, bosques y jardines suburbanos de regiones costeras.

## Descripción

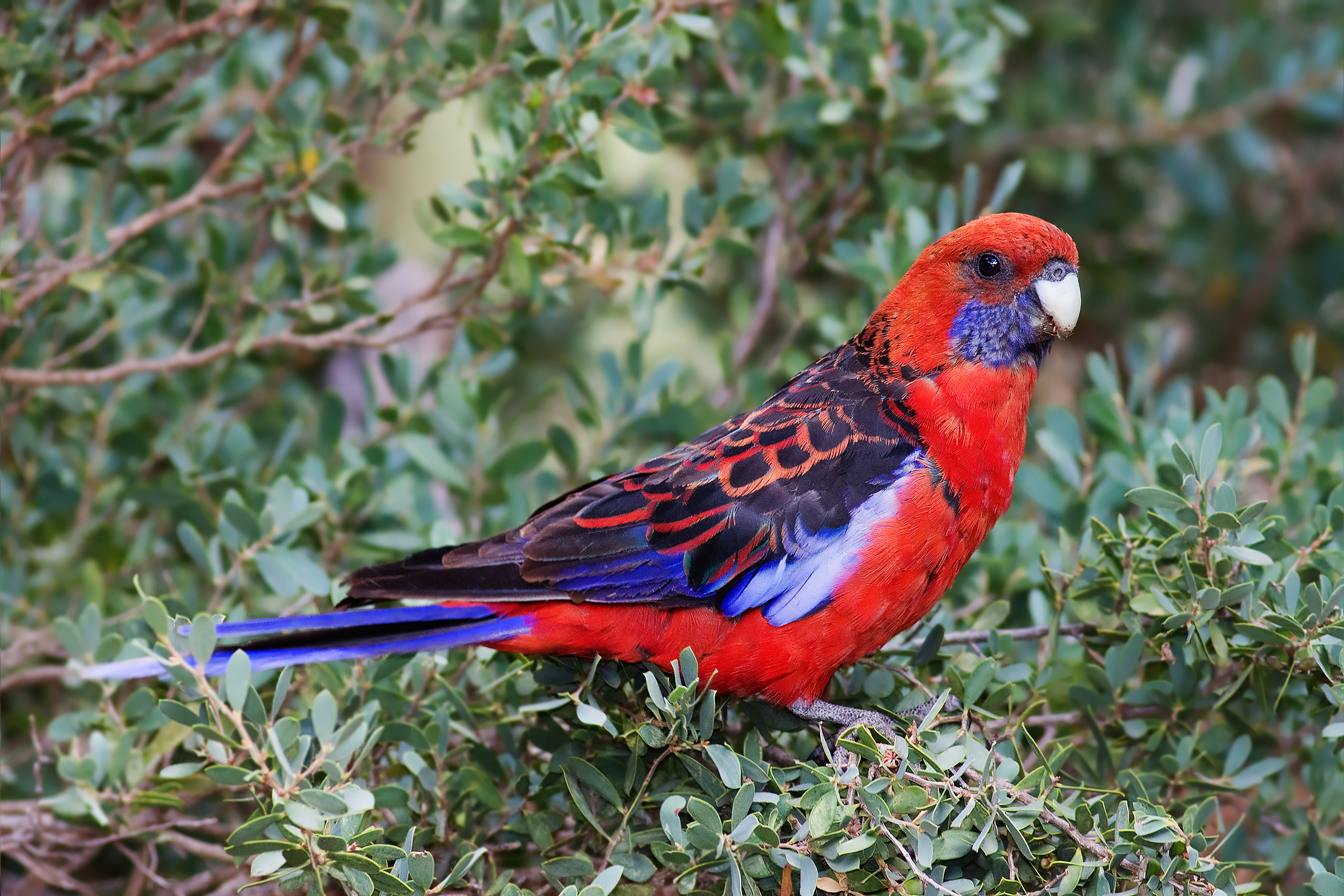
Adulto en Promontorio Wilsons, Victoria.

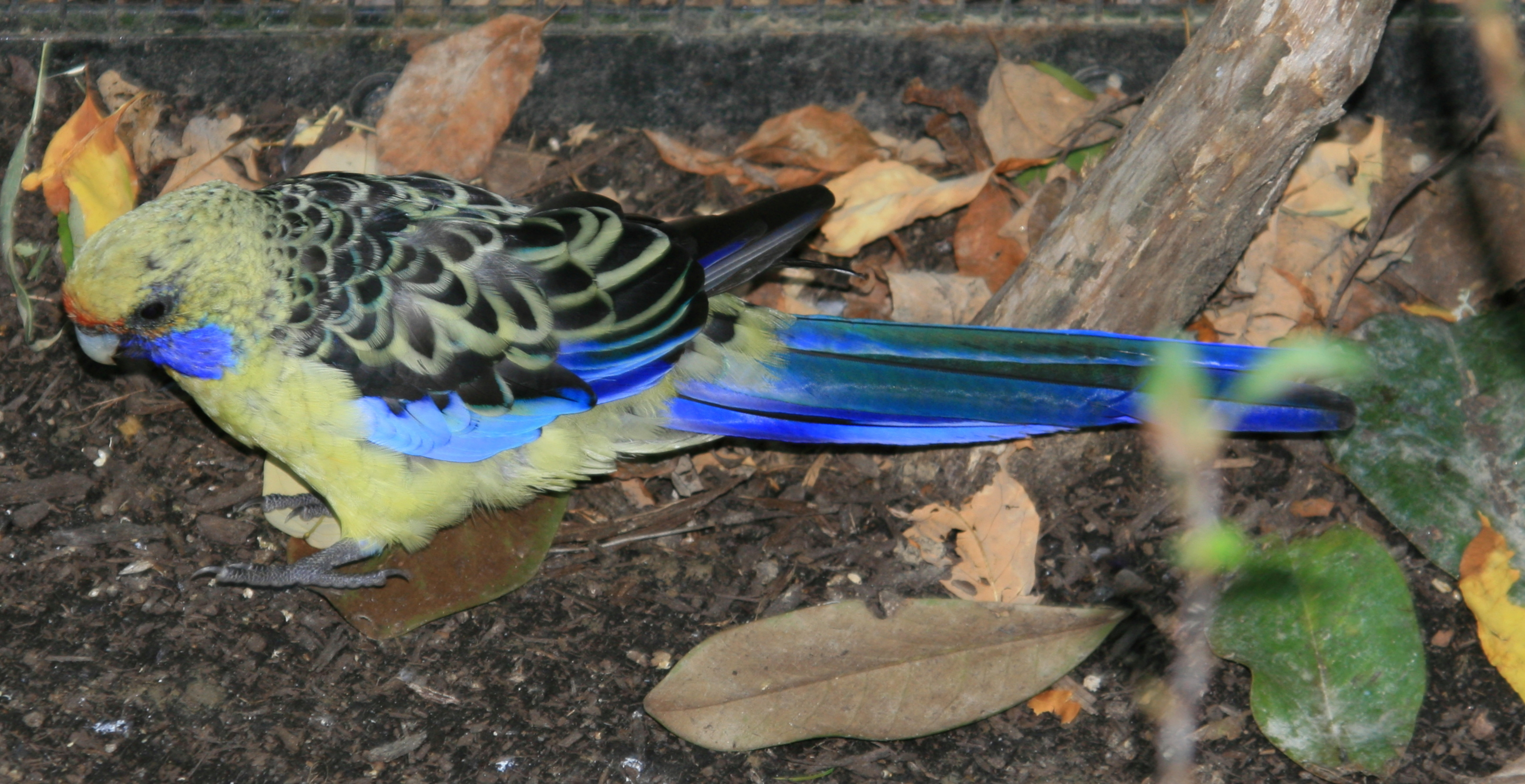
Ejemplar de P. e. flaveolus.

El perico elegante mide alrededor de 36 cm de largo, incluida su larga cola. Hay seis subespecies, en cuatro de las cuales predomina el color rojo. En la subespecie flaveolus el amarillo sustituye al rojo, y en subadelaidae se entremezclan el rojo, el naranja y el amarillo. Todas las subespecies tienen las mejillas azules y un patrón escamado negro en las partes superiores y los laterales de las alas  y la cola azules. Su pico es de color gris claro y los ojos de color castaño oscuro, excepto flaveolus que los tiene rojos. 
Existe muy poco dimorfismo sexual en esta especie. La diferencia más notable entre sexos es el tamaño, ya que los machos son hasta un 15% mayores, y tienen el pico relativamente más grande y ancho.
Adultos y juveniles muestran una fuerte diferencia de colores en las poblaciones del sudeste australiano, predominando los tonos olivas en los plumajes juvenil en lugar del rojo carmesí en los adultos, principalmente en el pecho y la nuca. Los juveniles de la subespecie 
nigrescens no tienen plumajes verdosos como las otras subespecies.

## Taxonomía
Aunque fue descrito formalmente por Johann Friedrich Gmelin en su obra de 1788 Systema Naturae como Psittacus elegans, el perico elegante había sido descrito por John Latham en 1781 como lori hermoso y después loro de Pennant. Pero no le dio un nombre sistemático en latín hasta 1790, cuando lo nombró Psittacus pennanti. En 1854 fue situado en el género Platycercus por Martin Lichtenstein en su obra Nomenclator Avium Musei Zoologici Berolinensis. La variedad amarilla fue descrita como Platycercus flaveolus por John Gould, pero pasó a considerarse una subespecie de P. elegans cuando se comprobó que se hibridaba con esta en las zonas de contacto, aunque algunas autoridades mantienen que la hibridación no es extensa y por ello la continúan considerando una especie separada. Aunque esta opinión es minoritaria.
Se reconocen seis subespecies:
- P. e. nigrescens Ramsay, EP, 1888 - ocupa en el noreste de Queensland;
- P. e. elegans (Gmelin, JF, 1788) - se extiende desde el sureste de Queensland hasta el sureste de Australia Meridional;
- P. e. melanopterus North, 1906 - únicamente en la isla Canguro;
- P. e. fleurieuensis Ashby, 1917 presente en los montes Lofty (Australia Meridional);
- P. e. subadelaidae Mathews, 1912 - propia de los montes Flinders (Australia Meridional);
- P. e. flaveolus Gould, 1837 - se encuentra en la cuenca del río Murray.